# Valašské Klobouky
Valašské Klobouky város Csehországban, a Zlíni járásban. Valašské Klobouky Brumov-Bylnice, Lačnov, Drnovice, Křekov, Vlachova Lhota, Poteč, Návojná és Tichov településekkel határos. Lakosainak száma 4880 fő (2024. január 1.).

## Népesség
A település lakosságának változását az alábbi diagram mutatja:
| Lakosok száma | 3364 | 3764 | 3446 | 3363 | 4692 | 5191 | 4975 | 4951 | 4839 | 4880 |
|               | 1869 | 1890 | 1921 | 1950 | 1980 | 2001 | 2017 | 2019 | 2022 | 2024 |